# Andreas von Engberg
Andreas (også Anders) von Engberg (død 1690) var en dansk godsejer og landsdommer.
Han var en søn af præsten i Stubbekøbing, provst Jesper Jespersen Engberg og Birgitte Nielsdatter. 1648 dimitteredes han til universitetet fra Herlufsholm, men efterretning om hans studier og beskæftigelser derefter mangler, indtil han en snes år senere træffes som sekretær hos prins Christian (Christian V); 1672 blev han landsdommer på Langeland, 1673 i Sjælland, 1679 adlet med navnet von Engberg, kancelliråd og 1684 justitsråd, var 1685-88 tillige postdirektør; død 1690. Ved kongelige gunstbevisninger, såsom eftergivelse af skatter, foræringer af kirker og ved udlæg af krongods for resterende løn samlede han en betydelig formue; 1673 købte han Ravnstrup i Sjælland, hvis adspredte gods han atter samlede. 15. december 1669 ægtede han Ottilia Meier (død 1686), datter af hofapoteker Samuel Meier i København og søster til diplomaten Henning Meyercrone.

## KIlder
- G.L. Wad, "Andreas von Engberg", i: C.F. Bricka (red.), Dansk Biografisk Lexikon, København: Gyldendal 1887-1905.
- Leth og G.L. Wad, Dimitterede fra Herlufsholm I, 46; II, 135 f.
- Danske Herregaarde V: Ravnstrup.